# فيروس الورم الحليمي البشري
فيروس الورم الحليمي البشري (ف.و.ح.ب.) (بالإنجليزية: Human papillomavirus)‏ ويُدعى اختصاراً (HPV) وَهيَ مجموعة متنوعة من الفيروسات التي تلحق بالـ(DNA)، والتي تعدي الجلد والأغشية المخاطية للإنسان ومجموعة من الحيوانات. وهناك أكثر من 100 نوع من فيروس الورم الحليمي البشري. بعض تلك الأنواع يسبب دمامل جلدية حميدة، أو حليمات، وهي سبب تسمية الفيروس. وفيروسات الورم الحليمي المقترنة بظهور الدمامل الشائعة تنتقل عن طريق التلامس الجلدي العادي.
وهناك مجموعة أخرى من نحو 30 نوع يتم انتقالها تناسلياً. فيروس الورم الحليمي البشري التناسلي شائع الانتشار، بتقديرات أن نحو 75% من النساء (بالغرب) يتعرضن للعدوى من واحد أو أكثر من أنواع فيروس الورم الحليمي البشري التناسلي خلال حياتهن (Baseman and Koutsky, 2005).

## الخصائص العامة
1. . هي عضو في أسرة الفيروسات الحليمية papillomaviridae والتي يمكن ان تندمج بالكامل مع الحمض النووي (دنا) للخلية المضيفه. البشر هم المصدر الوحيد المعروف للفيروس.
2. . الفيروسات الحليمية هي فيروسات غـير مغلـّفة ذات تناظر ذي عشرين وجه Icosahedral و72 كابسومير التي تحيط المجين genome الذي يحتوي دنا دائري مزدوج فيه نحو 8000 أزواج أساسية Base pairs.
3. . تعبير الجينات الفيروسيه الجينات يرتبط ارتباطا وثيقا بالمحلية الطلائية Epithelial localization وترتبط بحالة التمييز الخلوي. أكثر الجينات الفيروسيه لا تنشط حتى تترك الخلية القرنية keratinocyte ذات العدوى الطبقة القاعدية Basal layer. إنتاج جزيئات الفيروس يمكن ان يحدث فقط في الخلايا القرنية عالية التمييز. ولذلك فإنتاج الفيروس يحدث فقط في سطح الخلايا الطلائي حيث تكشط الخلايا في البيئة المحيطة.
4. .هناك أكثر من 100 صنف جيني genotypes لفيروس الورم الحليمي تم تحديدها على أساس تسلسل متخالف Sequence heterology للحمض النووى (دنا). وهناك مجموعة محددة تسمى فيروس الورم الحليمي البشري التناسلي، العالية الخطر، (خصوصا 16 و18 و31 و45 و58، بل و33 و35 39، 51، 52، 56، 59، 68، 73، 82)، تعرف كعامل ضروري لتطور سرطان عنق الرحم.

## الأمراض التي تنشأ عن ف.و.ح.ب.

### ثآليل جلدية
- ثؤلول شائع Common Warts
- ثؤلول إخمصي، أي بباطن القدم، وهو شبيه بالثؤلول الشائع.
- ثؤلول تحت الظفر وثؤلول حول الظفر
- ثؤلول مسطح: وغالباً ما يوجد على الذراعين والوجه والجبهة. ومثل الثآليل الشائعة فهذه الأورام تكثر لدى الأطفال والشباب. وفي حالة أناس عاديين ذوي أجهزة مناعة سليمة فإن الثآليل المسطحة لا تقترن بالتطور إلى سرطان.

### ثآليل تناسلية
الثآليل التناسلية أو الشرجية (condylomata acuminata or venereal warts) هي أبسط دليل على حدوث عدوى ف.و.ح.ب. وبالرغم من أن عدد كبير من أنواع الفيروس قد تسبب الثآليل التناسلية، إلا أن النوعين 6، 11 يسببان نحو 90% من الحالات (Greer 1995) 
و (Gearheart et al, 2004) 
ومعظم المصابين بتلك الأنواع من ف.و.ح.ب. المقترنة بثآليل تناسلية يتعافون من العدوى من تلقاء أنفسهم بسرعة بدون ظهور للثآليل أو غيرها من الأعراض. وقد يكون بعض الناس ناقلين للفيروس دون أن تظهر عليهم أعراض العدوى.
والجدير بالذكر أن أنواع ف.و.ح.ب. التي تسبب ثآليل تناسلية لا تسبب سرطان عنق الرحم.

### السرطان

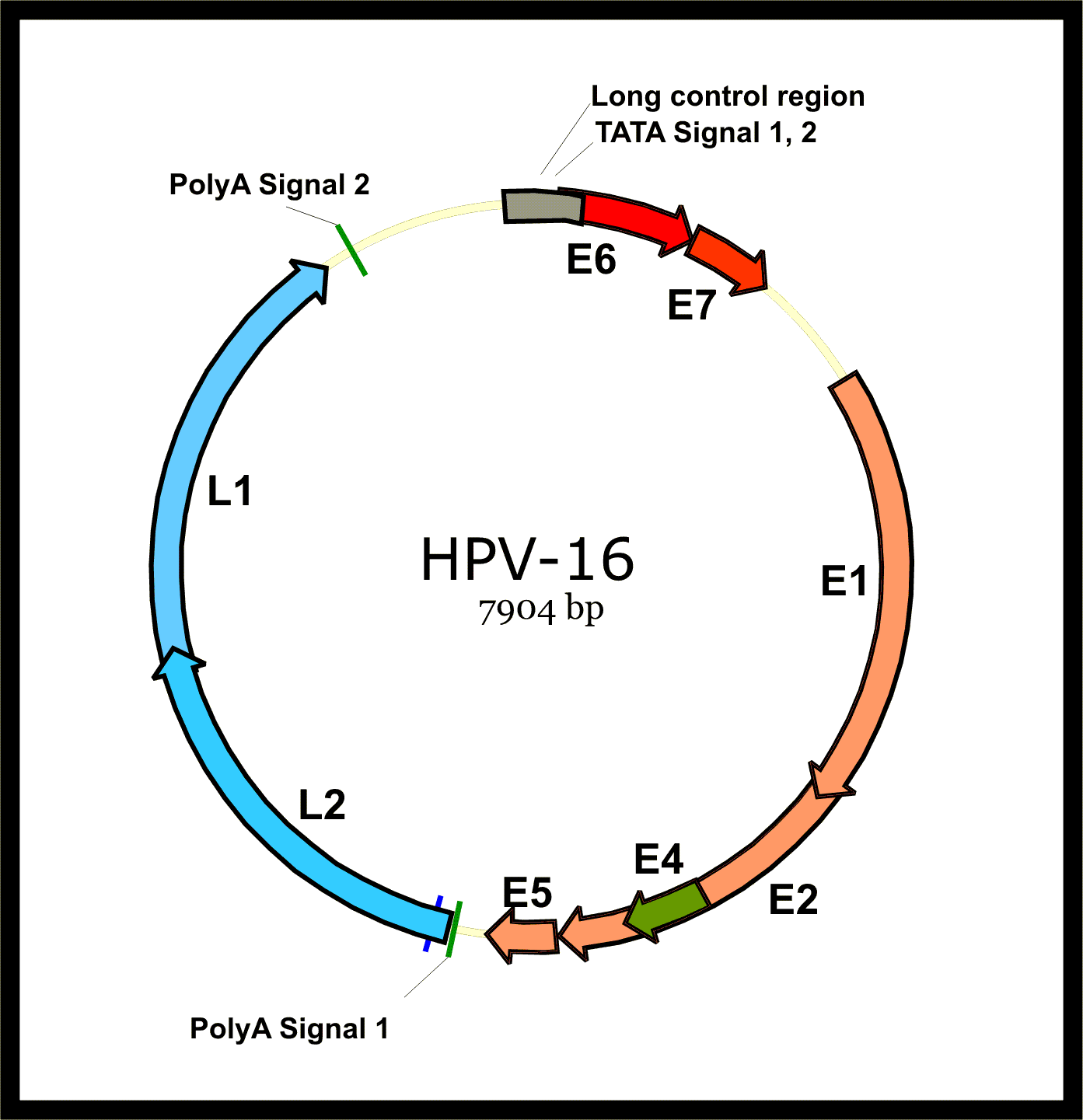
تنظيم جينوم فيروس الورم الحليمي البشري النوع 16، وهو أحد الأنواع الفرعية المعروف تسببها لحدوث سرطان عنق الرحم. (من E1-E7 جينات مبكرة، ومن L1-L2 جينات متأخرة: كابسيدات).

هنالك نحو ستة أنواع من ف.و.ح.ب. (منهم الأنواع 16، 18، 31، 45) تصنف على أنها ذات مخاطرة عالية لمقدرتهم على إحداث سرطان عنق الرحم، وكذلك سرطان الشرج، وسرطان المهبل وسرطانات الرأس والعنق، وسرطان القضيب (Parkin 2006) انظر.
والسرطانات الناجمة عن ف.و.ح.ب. غالباً ما تتسب في تسلسلات فيروسية مندمجة مع الدنا الخلوي. بعض الجينات المبكرة لـ ف.و.ح.ب.، مثل E6 وE7، معروف أنهم يعملون كمسرطنات تشجع نمو الورم والتحول الخبيث.

### ورام حليمي تنفسي Respiratory papillomatosis
أنواع 6، 11 من ف.و.ح.ب. يمكن أن تحدث حالة نادرة تسمى «ورام حليمي تنفسي معاود» recurrent respiratory papillomatosis، وفيه تتشكل الثآليل في الحنجرة أو أجزاء أخرى من القصبة الهوائية (Wu et al., 2003).
وهذه الثآليل يمكن أن تعاود حدوثها مرات متعددة، وقد تتطلب جراحات متكررة، وقد تعوق التنفس، وفي حالات شديدة الندرة قد تتطور إلى سرطان (Sinal and Woods, 2005). (Moore et al., 1999)،

## طرق انتشار المرض
الاتصال الجنسي مع شريك حامل للفيروس.

## سبل الوقاية من المرض
معظم الناس يصابون بعدوى أحد أنواع ف.و.ح.ب. الجلدية cutaneous أثناء فترة الطفولة. ولفيروسات الورم الحليمي قشرة بروتينية (كابسيد capsid) قوية، تمكنهم من البقاء في البيئة لفترات طويلة من الوقت. تجنب الاتصال بالأسطح المعدية، مثل أرضيات المراحيض العامة وحبال طوابير التفتيش في المطارات، قد تقلل من مخاطر العدوى بأنواع ف.و.ح.ب. الجلدية.
العدوى بأنواع ف.و.ح.ب. التناسلية تنتشر سريعاً من خلال جلد المناطق التناسلية والأغشية المخاطية. كما يمكن يحدث الانتقال حتى بدون ظهور أعراض. عدة استراتيجيات يجب اتباعها للتقليل من مخاطر تطور الأمراض التي يسببها أنواع ف.و.ح.ب. التناسلية.

### لطاخة باب
فحص بابانيكولاو، المعروف اختصاراً باختبار لطاخة باب Pap smear يعد إستراتيجية فعالة لخفض مخاطر التعرض لسرطان عنق الرحم cervical cancer. في مارس 2003، أقرت إدارة الأغذية والعقاقير الأمريكية FDA فحص دنا ف.و.ح.ب. كأداة فحص رئيسية لاكتشاف حالات العدوى بالأنواع عالية المخاطرة من ف.و.ح.ب. التي قد تؤدي إلى سرطان عنق الرحم. وقد أثبت اختبار لطاخة باب أنه من أنجح اختبارات الفحص screening في تاريخ الطب، إلا أن الكلية الأمريكية لأطباء الولادة وأمراض النساء (أكوج ACOG) تشير إلى طرق علم الخلايا Cytology والمعتمدة على السوائل، مثل ثين بريب Thinprep وشور بريب Sureprep، قد تفشل في اكتشاف 15 - 35% من حالات تكون الورم العنقي داخل الظهاري CIN3 والسرطان.

### اختبارات ف.و.ح.ب. HPV Tests
اختبارات ف.و.ح.ب. تكشف وجود نوع من أنواع ف.و.ح.ب.، حسب الاختيار. بعض أنواع ف.و.ح.ب. التناسلية فد تؤدي إلى سرطان عنق الرحم. الإصابة المستمرة بواحد أو أكثر من أنواع ف.و.ح.ب. ذات المخاطرة العالية هي عامل هام في تقريباً كل حالات سرطان عنق الرحم. وعملية تكون سرطان عنق الرحم بسبب ف.و.ح.ب. هي عملية بطيئة تستغرق عدة سنوات. وخلال طور التكون المذكور فإن خلايا قبل سرطانية يمكن العثور عليها في الاختبار السنوي أو النصف سنوي، سواءً بواسطة علم الخلايا لعنق الرحم أو لطاخة باب. مؤخراً أضيفت طريقة للكشف عن دنا أنواع ف.و.ح.ب. عالية المخاطرة إلى مجموعة من الخيارات السريرية لفحص سرطان عنق الرحم. وقد وافقت إدارة الأغذية والعقاقير الأمريكية FDA على استخدام هذا الاختيار المسمى الإمساك الهجين Hybrid-capture، والذي تسوقه شركة دايجين Digene، ليستعمل كبديل أو مصاحب للطاخة باب.

### الطرق الجزيئية Molecular Methods

كيفية الكشف والمتابعة للخلية القشرية غير المعتادة، ذات أهمية غير معروفة ASC-US لأنواع ف.و.ح.ب. عالية المخاطرة

#### تهجين الحمض النووي Nucleic Acid Hybrization
1. تهجين في الموقع: إنفورم INFORM وهو اختبار دنا ف.و.ح.ب. وينتجه شركة فنتانا للأنظمة الطبية Ventana Medical Systems في مدينة توسن، أريزونا.
  1. باستعمال مقاطع من الأنسجة، عينات خلوية مبتلة liquid based cytology specimens.
  2. على شريحة slide للكشف عن أنواع ف.و.ح.ب. عالية المخاطرة.

### اللقاح
في 8 يونيو 2006 وافقت إدارة الأغذية والعقاقير الأمريكية FDA على عقار جارداسيل Gardasil كلقاح ف.و.ح.ب. واقي prophylactic من فيروس الورم الحليمي البشري، وتسوقه شركة ميرك. تجارب اللقاح، التي أجريت على نساء بالغات بمتوسط عمر 23 عاماً، أظهرت حماية من الإصابة بالعدوى المبدئية لأنواع 16، 18 من ف.و.ح.ب.، والتي تتسبب في 70% من الإصابات بسرطانات عنق الرحم. أنواع 16، 18 من ف.و.ح.ب. تتسبب كذلك في سرطان الشرج في الرجال والنساء. كما أظهرت التجارب نجاعة تامة 100% في تجنب إصابات العدوى المستمرة، وليس مجرد العدوى العابرة. كما يقي اللقاح من أنواع 6، 11 من ف.و.ح.ب.، والتي تسبب 90% من الثآليل التناسلية. والنساء من أعمار 9 - 26 يمكن تلقيحهن، إلا أن التجربة لم تتضمن صغار السن. جلاكسو سميثكلاين تتوقع أن تطلب موافقة لطرح لقاح واقي من أنواع 16، 18 في مطلع العام 2007، باسم سرفاريكس Cervarix. ولما كان اللقاح الحالي لا يقي النساء من كافة أنواع ف.و.ح.ب. المسببة لسرطان عنق الرحم، فيظل من الواجب عليهن المواظبة على اختبارات لطاعة باب، وحتى بعد أخذ اللقاح. مراكز التحكم ومنع الأمراض الأمريكية CDC توصي بتلقيح المرأة التي ام تشخيص اصابتها بأي أنواع ف.و.ح.ب. (أكتوبر 2006) .

#### تجنب التدخين
تدخين التبغ يزيد من مخاطر تكون سرطان عنق الرحم مباغت، وكذلك السرطانات الأخرى التي يتسبب فيها ف.و.ح.ب. فالتدخين يقلل من قدرة الجسم على امتصاص حمض الفوليك، وتعاطي حمض الفوليك هو طريقة جيدة لعلاج خلل التَنَسُّج العُنُقِيّ Cervical dysplasia، وهو عرض شائع جداً ل ف.و.ح.ب.